# Merremia aegyptia
Merremia aegyptia är en vindeväxtart som först beskrevs av Carl von Linné, och fick sitt nu gällande namn av Urban. Merremia aegyptia ingår i släktet Merremia och familjen vindeväxter. Inga underarter finns listade i Catalogue of Life.

## Bildgalleri

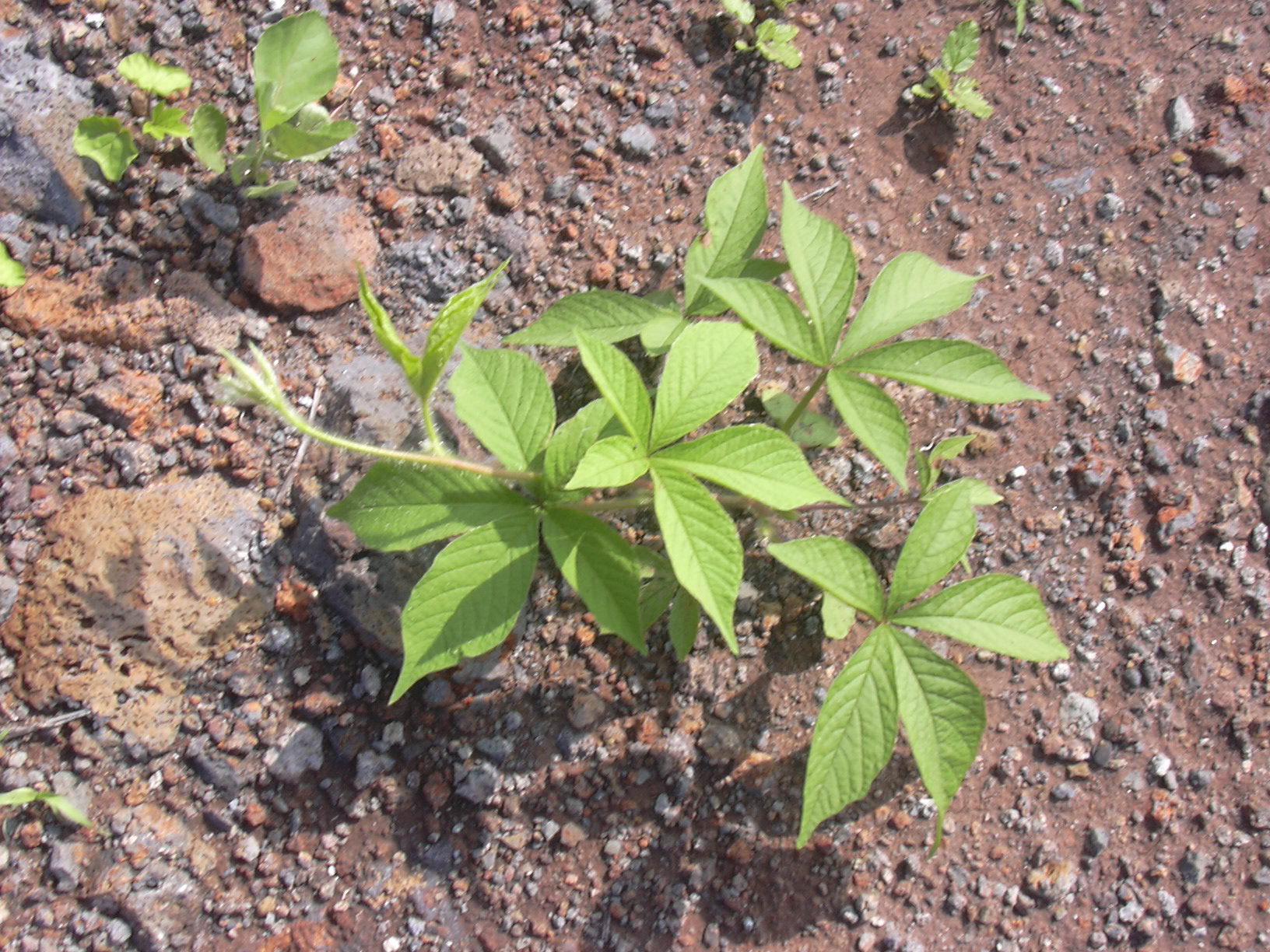
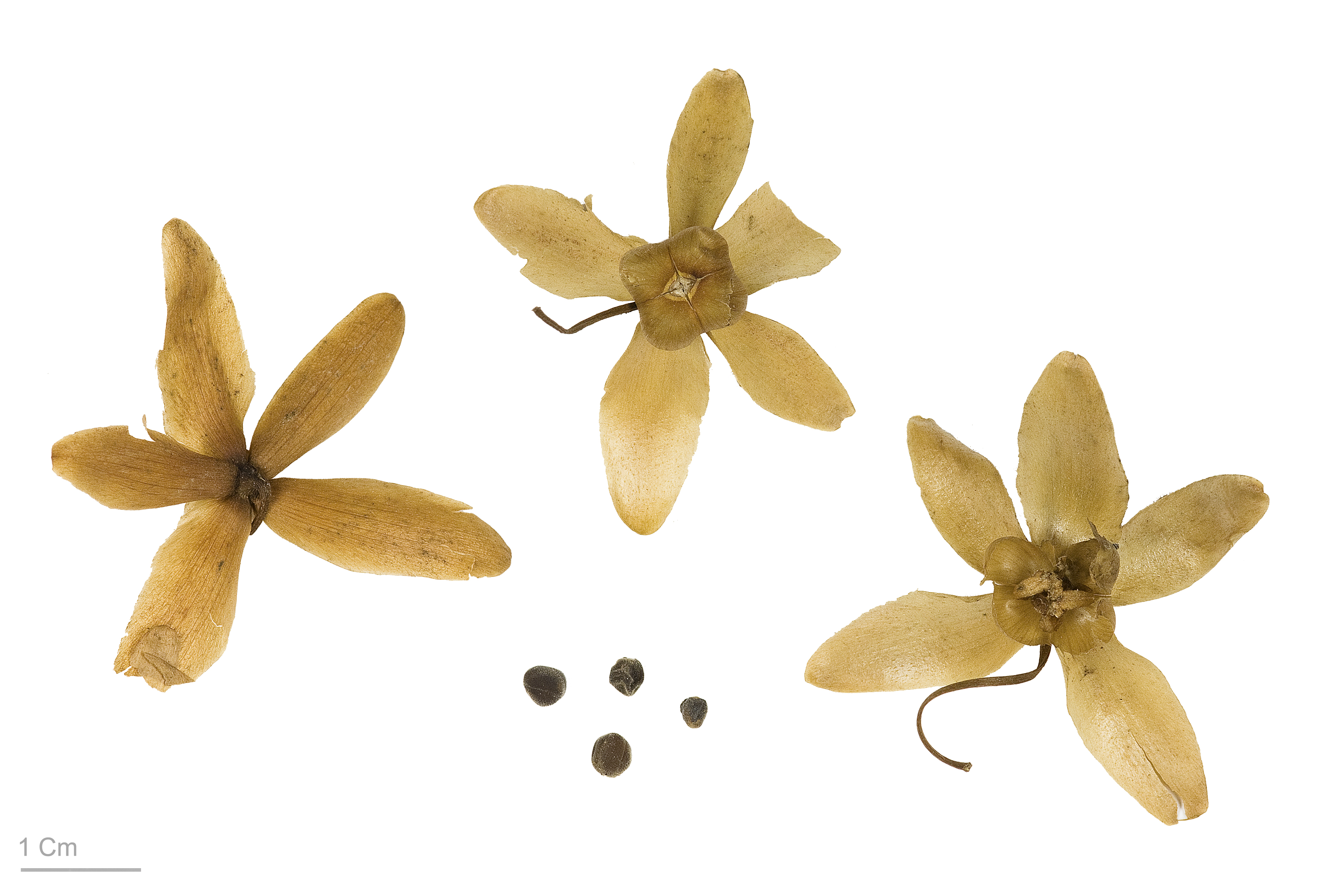
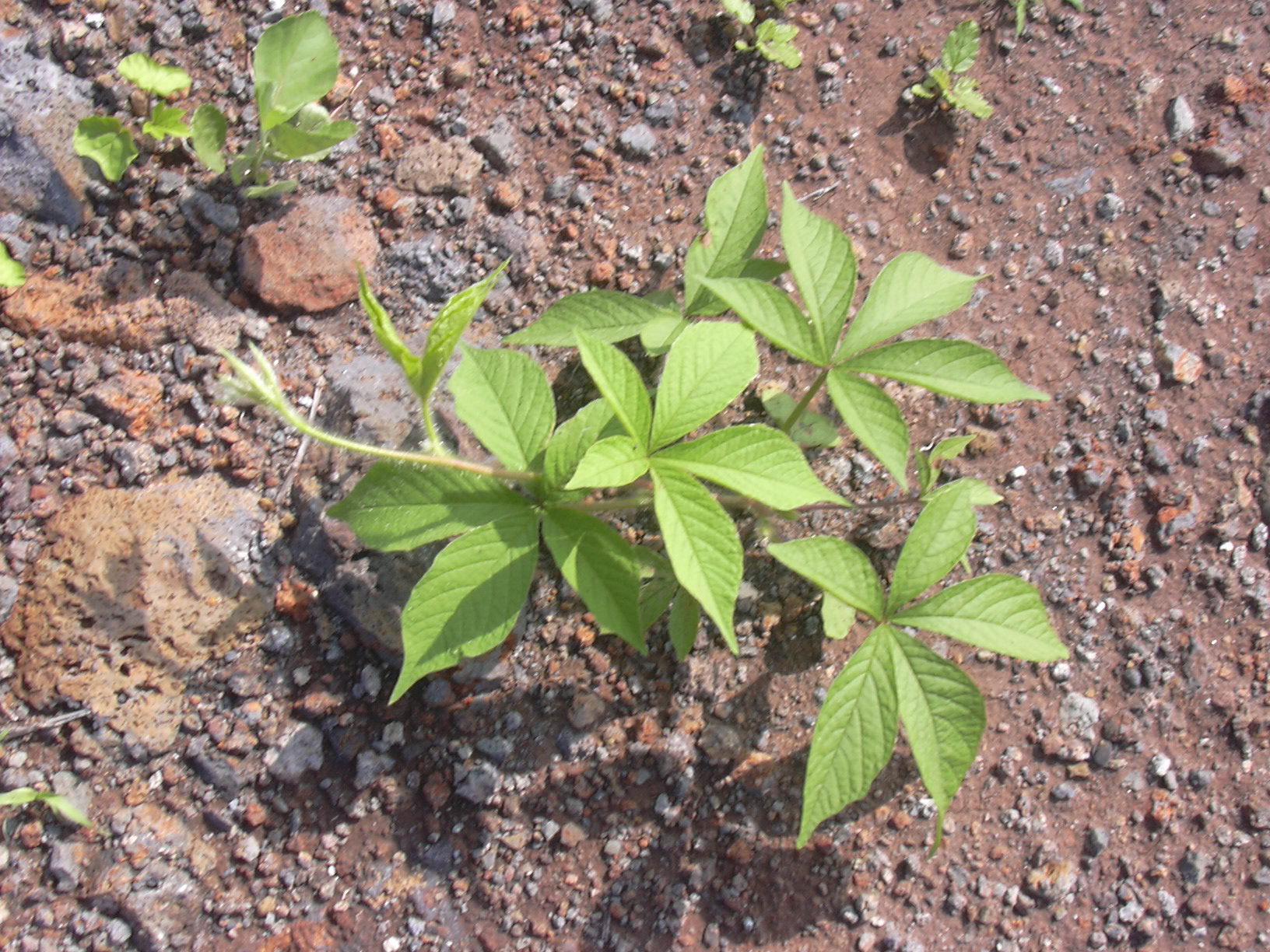
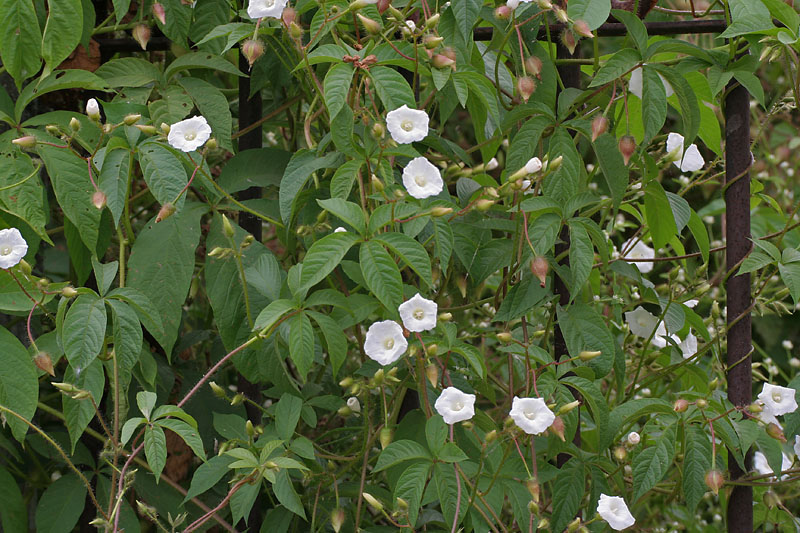
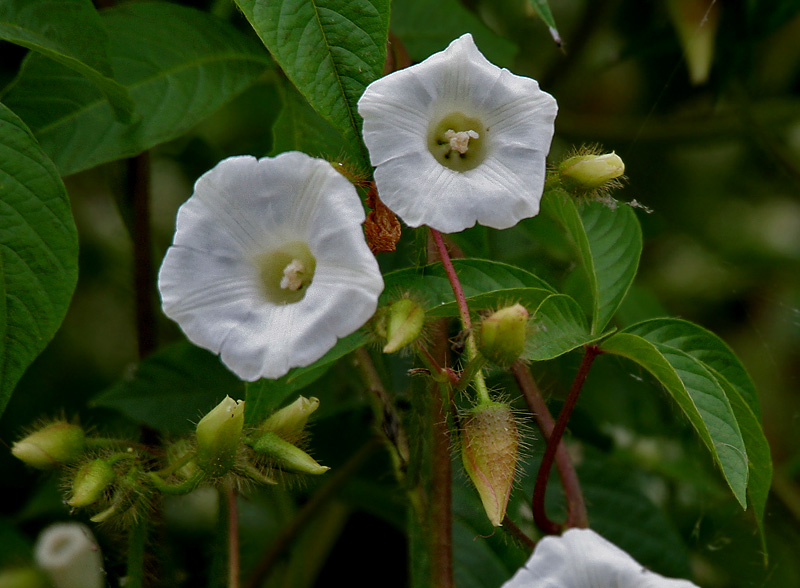
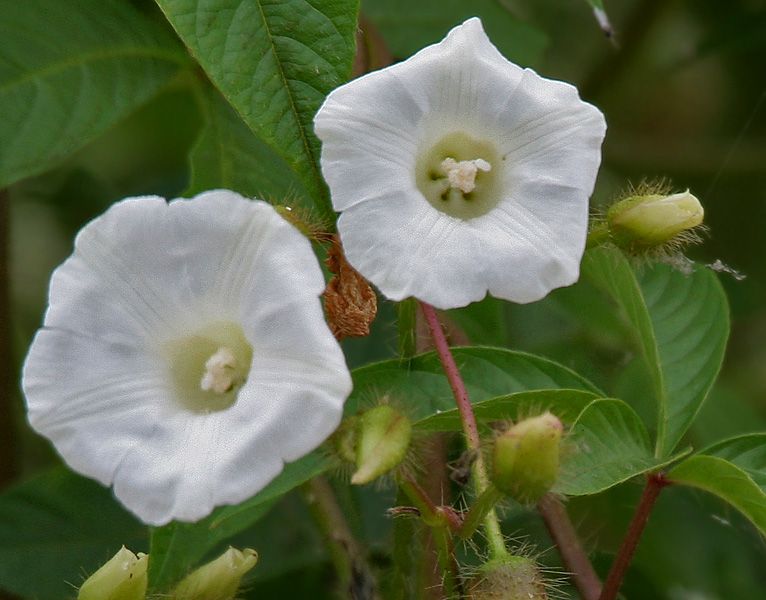